# Dubna
Dubna è una città della Russia europea centrale, nell'oblast' di Mosca, a poca distanza dal confine con l'oblast' di Tver'. Si trova su entrambe le sponde del fiume Volga, circa 125 km a nordovest di Mosca.

## Storia
Fin dalla sua nascita Dubna è stata dedicata alla ricerca sul nucleare; in città è infatti ospitato un centro di ricerca internazionale. Nell'immediato dopoguerra i governanti sovietici decisero la costruzione di un acceleratore di particelle in una zona piuttosto lontana da Mosca, scegliendo il sito dove è localizzata la città; questo progetto includeva anche lo sviluppo di un insediamento, per ospitare i lavoratori dell'impianto, e di collegamenti stradali e ferroviari con la capitale.
Il 13 dicembre 1949 il tutto fu completato; sette anni più tardi, nel 1956, Dubna fu elevata allo status di città ed il centro di ricerca divenne l'Istituto unito per la ricerca nucleare. Il responsabile scientifico del progetto era Igor' Kurčatov, che diede il nome al Kurciatovio, uno degli elementi transuranici. A Dubna, dove a lungo lavorò e morì il noto fisico pisano Bruno Pontecorvo, ha anche sede la MKB Raduga, azienda specializzata nella produzione di sistemi missilistici. Anche Dubna è stata colpita in maniera abbastanza pesante dalla crisi economica che ha colpito la Russia post-sovietica.

## Società

### Evoluzione demografica
Fonte: mojgorod.ru
- 1959: 12.000
- 1970: 43.700
- 1979: 54.900
- 1989: 65.800
- 2002: 60.951
- 2007: 61.900

## Amministrazione

### Gemellaggi
- La Crosse, Wisconsin,  Stati Uniti